# 世田谷区立図書館
世田谷区立図書館（せたがやくりつとしょかん）は、東京都世田谷区が設立、運営する公立図書館。いずれかの世田谷区立図書館から借りた蔵書は、どの世田谷区立図書館に返却してもよい。

## 図書館一覧
- 世田谷区立中央図書館

所在地は世田谷区弦巻3丁目16番8号
教育会館の1階及び地下に中央図書館が位置する。1階には、プラネタリウム及び小さなカフェレストランもある。
開館時間
火曜日から日曜日は10時から19時
月曜日は10時から17時
休館日は毎週、第4木曜日、及び12月29日から1月3日
例年、５月中旬に数日、休刊する。例えば、2023年5月19日から5月24日まで休館。
インターネット 5台のラップトップコンピューターが配置されており、インターネット上のウェブサイトを閲覧することができる。これらのコンピューターにはフィルターも搭載されており、一部のウェブサイトは表示されない。
電源 一部の席に電源が設置されており、ノートパソコンなどを充電することができる。
- 世田谷区立経堂図書館

所在地は世田谷区宮坂3丁目1番30号
- 世田谷区立桜丘図書館

所在地は世田谷区桜丘5丁目14番1号
- 世田谷区立下馬図書館

所在地は世田谷区下馬2丁目32番1号
- 世田谷区立世田谷図書館　2016年9月1日に移転・リニューアル

所在地は世田谷区若林4丁目22番13号　
世田谷合同庁舎1階が世田谷図書館となっている。ちなみに、世田谷合同庁舎2階は東京法務局世田谷出張所であり、世田谷合同庁舎3階及び4階は世田谷税務署である。
開館時間
火曜日から土曜日は9時から21時
日曜日及び月曜日は9時から20時
休館日は毎週、第2木曜日、及び、12月29日から1月3日
電源がある席と、電源のない席が明瞭に区別されている。
言語 大多数の蔵書は日本語であるが、英語、フランス語、スペイン語、イタリア語、ロシア語、韓国語、中国語、ペルシャ語などの書籍も収容している。スペイン語、イタリア語、ロシア語、ペルシャ語の書籍は、いずれも10冊前後。
- 世田谷区立梅丘図書館

所在地は世田谷区代田4丁目38番10号
建築家佐藤武夫の事務所が設計した1968年（昭和43年）建築の地下一階、地上二階の建物だったが、老朽化のため2023年（令和5年）5月24日で閉館。2025年度に地上三階建ての新しい建物が開設される予定。建替工事期間中は予約資料の貸し出しと返却のみを仮事務所で扱う。
- 世田谷区立代田図書館

所在地は世田谷区代田6丁目34番13号
- 世田谷区立奥沢図書館

所在地は世田谷区奥沢3丁目47番8号
- 世田谷区立尾山台図書館

所在地は世田谷区等々力2丁目17番14号　
- 世田谷区立玉川台図書館

所在地は世田谷区玉川台1丁目6番15号
- 世田谷区立深沢図書館

所在地は世田谷区深沢4丁目33番11号
- 世田谷区立鎌田図書館

所在地は世田谷区鎌田3丁目35番1号
- 世田谷区立砧図書館

所在地は世田谷区祖師谷3丁目10番4号　
- 世田谷区立粕谷図書館

所在地は世田谷区粕谷4丁目13番6号
- 世田谷区立上北沢図書館

所在地は世田谷区上北沢3丁目8番9号
- 世田谷区立烏山図書館

所在地は世田谷区南烏山6丁目2番19号　
- 世田谷区立池尻図書室

所在地は世田谷区池尻3丁目27番21号
- 世田谷区立希望丘図書室

所在地は世田谷区船橋7丁目8番4号
- 世田谷区立野毛図書室

所在地は世田谷区野毛2丁目15番19号
- 世田谷区立松沢図書室

所在地は世田谷区赤堤5丁目31番5号
- 世田谷区立喜多見図書室

所在地は世田谷区喜多見5丁目11番10号
- 世田谷区立二子玉川図書館カウンター

所在地は世田谷区玉川1丁目14番1号
いずれかの世田谷区立図書館で借りた書籍を返却することができる。
- 世田谷区立三軒茶屋図書館カウンター

所在地は世田谷区太子堂4丁目3番1号
いずれかの世田谷区立図書館で借りた書籍を返却することができる。
- 世田谷区立下北沢図書館カウンター

所在地は世田谷区北沢2丁目6番4号
2022年3月30日にオープン。毎月、第3木曜日に休館。